# Opstal
Opstal est un hameau de la commune belge de Buggenhout dans le Denderstreek situé dans la province de Flandre-Orientale en Région flamande.